# طريق رقم 11 (العراق)
الطريق رقم 11 هو طريق سريع يمتد من بغداد إلى سوريا، ويمر عبر الفلوجة والرمادي والحبانية والرطبة.